# Viktor Amadeus I. von Savoyen-Carignan

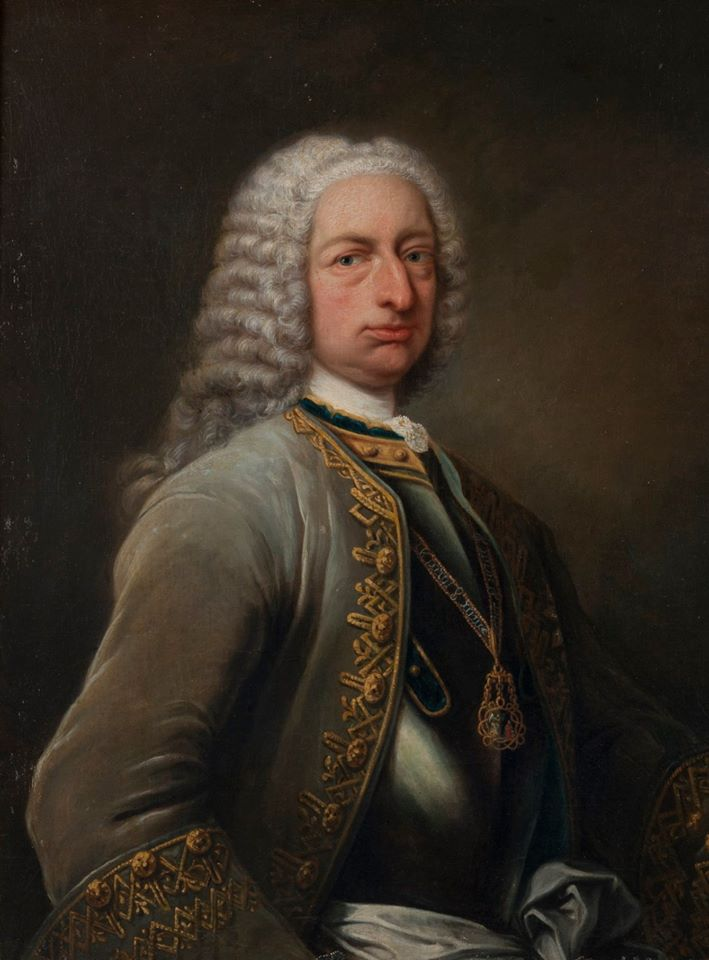
Viktor Amadeus I. von Savoyen-Carignan

Viktor Amadeus I. von Savoyen-Carignan (* 1. März 1690 in Turin; † 4. April 1741 in Paris) war der dritte Fürst von Carignan und Prinz zu Savoyen.

## Leben
Viktor Amadeus wurde als Sohn des Emmanuel Philibert von Savoyen (1628–1709) und dessen Gemahlin Maria Angela Caterina d’Este (1656–1722) geboren.
Nach dem Tode seines Vaters im Jahre 1709 trat er dessen Nachfolge als Fürst von Carignan an.
Er war der Spielleidenschaft verfallen und führte ein luxuriöses Leben. So war sein Sohn Ludwig Viktor gezwungen, einen erheblichen Teil des Familienbesitzes zu verkaufen.
Er zählte zu den eifrigsten Kunstsammlern in Paris. Seine Gemäldesammlung wurde nach seinem Tod 1742 an den französischen König Ludwig XV., den polnischen König August III. und den Kurfürsten von Sachsen verkauft.
Am 7. November 1714 heiratete er in Moncalieri Marie Victoire Françoise von Savoyen (1690–1766, legitimierte Tochter des Viktor Amadeus II. und der Jeanne Baptiste d’Albert de Luynes). Aus der Ehe gingen die Kinder Anna Theresa (1717–1752) und Ludwig Viktor (1717–1778) hervor. Zwei Söhne und eine Tochter starben im Kindesalter.